# Jerusalem Challenger 1999
Il Jerusalem Challenger 1999 è stato un torneo di tennis facente parte della categoria ATP Challenger Series nell'ambito dell'ATP Challenger Series 1999. Il torneo si è giocato a Gerusalemme in Israele dal 10 al 15 maggio 1999 su campi in cemento.

## Vincitori

### Singolare
Lior Mor ha battuto in finale  Neville Godwin con il punteggio di 7–5, 5–7, 6–2

### Doppio
Jeff Coetzee /  Tuomas Ketola hanno battuto in finale  Barry Cowan /  Neville Godwin con il punteggio di 6–2, 6–4